# دولة نطاق
دولة النطاق (بالإنجليزية: Range state)‏، هو مصطلح يُستخدم في الجغرافيا الحيوانية والتي تُشير إلى دولة تقع أراضيها ضمن نطاق الانتشار الطبيعي لنوع من الأنواع.